# Albert Flocon
Albert Ludwig Mentzel dit Albert Flocon, né le 24 mai 1909 à Köpenick (Empire allemand), et mort le 12 octobre 1994 à Paris 14e, est un dessinateur, graveur, essayiste-théoricien de la perspective, enseignant et historien d'art français d'origine allemande, considéré comme l'un des grands intellectuels humanistes du XXe siècle.

## Biographie

### Origines, formation et débuts de carrière

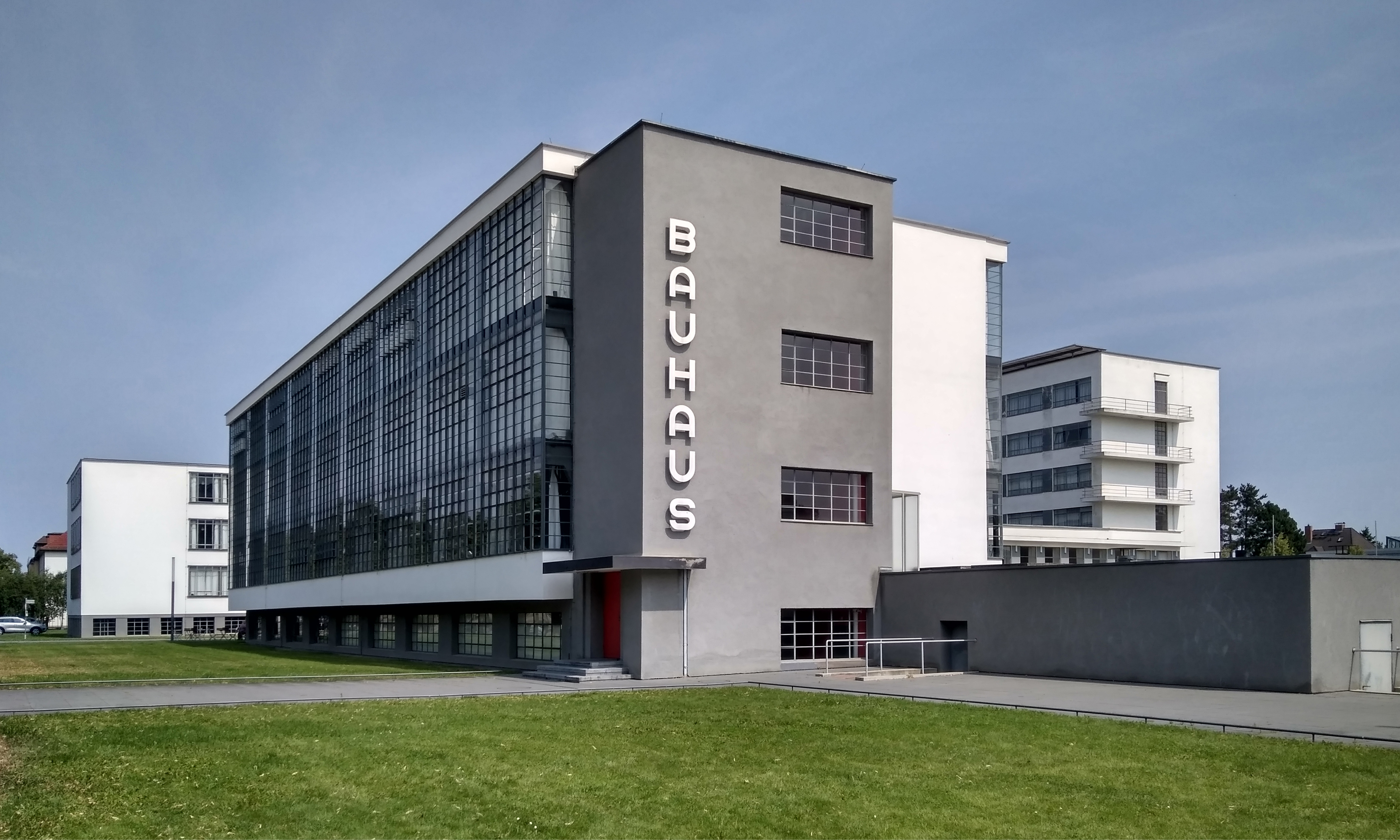
Vue actuelle du bâtiment du Bauhaus de Dessau (2018).

Né Albert Ludwig Mentzel dans les faubourgs de Berlin, il est le fils de Jeanne Dittmarch et de Walter Mentzel, ingénieur, et directeur d'une usine de compteurs à gaz située à Döbeln. Très jeune, il s'intéresse à la littérature et au dessin. Après la guerre, il est envoyé faire ses études secondaires à Haubinda, où il monte, avec des camarades, des pièces de théâtre tirées du répertoire classique français et romantique allemand, mais aussi modernes, entre autres les mises en scène d'Alexandre Taïrov. Durant son adolescence, il visite l'Italie du Nord et s'imprègne des maîtres renaissants. Sa vocation artistique s'affirme, et, âgé de 18 ans, il s'inscrit au Bauhaus de Dessau, et il y découvre le bâtiment conçu par Walter Gropius, ce qui le conduit à embrasser des études d'architecture. Il suit d'abord les cours de Josef Albers, puis les enseignements en peinture et en dessin publicitaire auprès de Paul Klee et Vassily Kandinsky. Au bout de sa première année, il découvre la troupe de l'atelier d'Oskar Schlemmer, et délaisse l'architecture, pour étudier les arts du spectacle (danse, théâtre), et ce, jusqu'en 1930. Il intègre cette troupe et prépare avec elle une tournée en Allemagne et en Suisse, mettant en scène entre autres L'Un contre tous, une petite pièce de Schlemmer qu'Erwin Piscator accueille à Berlin sur la scène de son théâtre ; il croise entre autres Hertha Feist et Marthe Robert. C'est aussi à cette époque qu'il s'inscrit comme militant au KPD, et devient représentant étudiant communiste du Bauhaus, publiant dans ReD — la revue du groupe Devětsil — de Karel Teige. En 1929, la direction de l'école demande son exclusion pour excès de militantisme, mesure qui va englober tous les étudiants communistes. Le directeur, Hannes Meyer, lui propose un compromis : d'aller étudier une année en dehors du site de Dessau : Mentzel part donc pour Berlin.

Dans ses Apprentissages, recueil de souvenirs inédits, Albert se souvient de ses années au Bauhaus qui : 

« était un endroit essentiellement poétique, où nous vivions une vie communautaire prenante, où l’on se sentait à l’abri du monde extérieur hostile, où se produisaient constamment des événements inouïs, preuves de créativité comme on dirait aujourd’hui, où l’on inventait sans même s’en rendre compte parce qu’on était parti dans des directions inhabituelles. L’atmosphère était poétique et amoureuse à la fois, et les souvenirs de mes vingt ans sont liés à toute une sphère de désirs, où l’élan vers autrui était un ingrédient, un mobile, une raison d’être d’une force extrême. »

### Vie de famille, exil à Paris
Peu avant son départ, il rencontre Charlotte Josephine Rothschild (1909-1944) dite « Lo », élève comme lui au Bauhaus, et l'épouse le 6 juin 1930. Leur premier enfant, Ruth, naît en 1932. Dans l'intervalle, ils envisagent de partir pour Moscou, mais ce projet n'aboutit pas.
Pour échapper aux violences orchestrées par les SA dans la capitale allemande contre les communistes et les juifs, la famille Mentzel déménage à Francfort en 1933, puis, à la fin de cette année-là, décident de fuir le nouveau régime nazi, qui organisa dès le printemps 1930, en Thuringe à l'initiative de Wilhelm Frick, de violentes attaques contre ce qu'il nomme comme étant de l'« art dégénéré », c'est-à-dire l'ensemble des productions liées au modernisme, attaques qui visèrent notamment des fresques conçues par Schlemmer pour le Bauhaus de Weimar.
La famille Mentzel s'installe à Paris. Albert travaille pour l'Omnium Graphique et y retrouve son ancien condisciple, Walter Heinz Allner (1909-2006), et ils fondent tous deux un petit studio de graphistes. Leur principale production est Formes nues, un album relié à spirale de nus photographiques, orné d'une couverture de Man Ray, et comportant 96 contributions d'artistes visuels tels que Brassaï, Hausmann, Florence Henri, Kertész, Herbert List, Moholy-Nagy, George Platt Lynes.
En 1937, Albert rencontre Lida Durdikova et Paul Faucher, les éditeurs des albums du père Castor chez Flammarion : il y édite cinq titres dont les remarquables et ludiques Je construis Paris (édité pour l'exposition de 1937) et Le Cirque animé (1938).
À partir de 1938, il travaille à Meudon, comme dessinateur publicitaire dans l'atelier de Victor Vasarely, et de proches parents subviennent aux besoins de la famille en exil. Le couple a un deuxième enfant, Catherine Anne, le 5 janvier 1937, puis, un fils, Henry, le 31 mai 1939.

### La guerre et la déportation

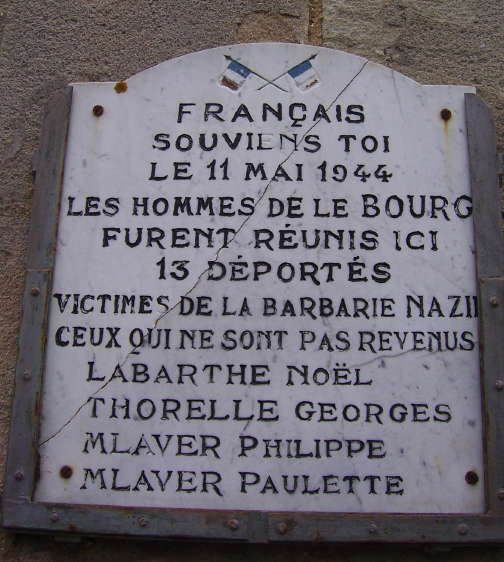
Le Bourg, aire d'attraction de Figeac : plaque du souvenir.

Fin 1939, en tant qu'Allemand, Albert est interné au camp de Chambaran ; son épouse qui travaille chez Latecoere et les enfants sont restés sur Paris. En janvier 1940, Albert rejoint l’armée française en s’engageant dans la Légion étrangère et est envoyé en Algérie en juin, souvenir qui lui fut très pénible ; au même moment, Charlotte et les enfants prennent le chemin de l'exode vers la Normandie. Albert, démobilisé en novembre, et sa famille, se retrouvent dans la capitale. Ils sont confrontés en décembre, aux lois sur le statut des Juifs du régime de Vichy ; début 1941, ils décident de passer en zone libre et s'installent, en Pays toulousain, entre Pibrac et Toulouse. Albert entre dans la Résistance, prend le maquis, et Charlotte exerce le métier de traductrice pour Sud-Aviation. Les 11 et 12 mai 1944, la 2e division SS Das Reich commet une série de massacres du côté de Figeac : la famille se réfugie à Toulouse. Catherine est confiée à des paysans de Fronton, Henri à un couvent de religieuses des environs, tandis que leur sœur ainée, Ruth, interne au lycée de Figeac, revient avec ses parents à Toulouse. Le 20 juin 1944, dénoncées, Charlotte et sa fille Ruth sont arrêtées par la sûreté allemande des armées (Geheime Feldpolizei). Le numéro 21481 leur est attribué à toutes deux et elles sont placées en détention, puis envoyées au camp de Drancy, le 25 juin. Le 31 juillet, Charlotte et Ruth sont déportées au camp de concentration et d’extermination d’Auschwitz, où leur trace se perd. La date officielle de leur mort est le 2 août 1944,.
Albert est lui, détenu à la prison Saint-Michel jusqu’à la libération de la ville par les FFI le 19 août 1944.

### Retour à Paris: Bachelard et leTraité du burin

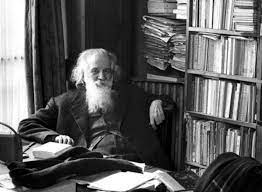
Gaston Bachelard dans son bureau parisien (années 1950).

Albert et ses deux enfants survivants reviennent vivre à Paris en 1946. Il décide alors de prendre le nom de sa grand-mère maternelle, « Flocon » — qui était la nièce de Ferdinand Flocon —, et qui fut aussi son pseudonyme dans la Résistance. Le 5 mars 1947, il est officiellement naturalisé français sous ce patronyme. 
Il s'initie aux techniques de la gravure sur métal. En 1946, il rencontre Georges Visat, Henri Goetz et Lucien Scheler ; ce dernier est un proche de Paul Éluard. Tous ces hommes sont d'anciens résistants. L'ouvrage Perspectives, publié par Aimé Maeght trois ans plus tard, est le fruit de leur amitié. Dans la foulée, Albert cofonde le groupe Graphies, avec Christine Boumeester, Roger Chastel, Pierre Courtin, Jean Fautrier, Marcel Fiorini, Goetz, Léon Prébandier, Germaine Richier, Jean Signovert, Raoul Ubac, Roger Vieillard, Jacques Villon, Gérard Vulliamy, et A.-E. Yersin. Ils exposent ensemble.
Avec le graveur Johnny Friedlaender, lui aussi réfugié d'origine allemande, il fonde également en 1949, l'Atelier de l'Ermitage, destiné à la production de gravures, dans les locaux du maître imprimeur Georges Leblanc (1904-1973), situé dans l'ancien atelier d'Alfred Porcabeuf, au 187 de la rue Saint-Jacques. Il devient un buriniste accompli, expérimentant également l'eau-forte, le bois gravé et la lithographie.
Au sein des activités du groupe Graphies, sa rencontre alors avec Gaston Bachelard donne lieu à une longue et puissante amitié. En 1950, est publié chez Eynard (à Rolle), le texte de Bachelard intitulé Paysages qui comprend 16 burins de Flocon.
Deux ans plus tard, il commence à graver les burins destinés aux Châteaux en Espagne (1957) de Bachelard et ce dernier préface le Traité du burin que publie Blaizot en 1952, texte qui constitue le premier essai de Flocon. Dans sa préface, Bachelard dit de lui et de son travail :

« Son métier est vrai, parce qu'il est énergique, parce qu'il est au contact de la matière réelle et forte [...] ; graveur géomètre, graveur perspectiviste, il donne pleine réalité à une sorte d'onirisme géométrique. »

### Le pédagogue et le théoricien
En 1954, Flocon est embauché comme professeur de dessin à l'école Estienne, situé non loin de l'Atelier de l'Ermitage, chez Leblanc, qui fut son imprimeur jusqu'au décès de celui-ci. Il va y rester dix ans. Il y enseigne également l'art de la gravure et l'histoire du livre. Il y produit quelques ouvrages illustrés et restera fidèle à cette école, y croisant Adrian Frutiger,,.
En 1960, Flocon commence à rassembler ses notes de travail sur la géométrie, la perspective et leurs rapports avec l'art développées du temps d'Estienne, qui donnent lieu à la publication de trois ouvrages, L'Univers des livres et Topo-graphies (1961), ainsi que La Perspective (1963) qu'il écrit en collaboration avec René Taton.
Membre du jury de la section gravure depuis 1954 aux Beaux-arts de Paris, il y obtient en novembre 1964 la chaire de perspective, débutant son enseignement par une leçon inaugurale intitulée La perspective en question, présentée par Roger Limouse. Il est titularisé en 1969, comme chef d’atelier de peinture, de l'unité pédagogique d’architecture, et prend sa retraite en 1979.
Dans l'intervalle, il publie un essai capital avec André Barre, sur la perspective curviligne (Flammarion, 1967), aboutissement de dix années de travail. Flocon se met également à produire des gouaches et des aquarelles, replissant de nombreux carnets d'esquisses et de notes de travail. En 1968, il entreprend une cure psychanalytique, dont Entrelacs, publié en 1975, est le fruit : l'édition de tête est achetée par Jacques Lacan.
Après 1973, il travaille avec un imprimeur suisse établi à Saint-Prex, qui devient l'éditeur de ses principales gravures.
En 1983, le Bauhaus-Archiv de Berlin expose ses Suites expérimentales, lui permettant de revenir sur ses premiers travaux. Suivent quatre grandes expositions sur son œuvre, à la Conciergerie de Paris (1985), à Montréal (1986), à Los Angeles (1988) et aux Beaux-arts de Metz (1992).
Albert Flocon meurt à Paris 14e le 12 octobre 1994, donnant lieu à de nombreux hommages dans le monde. L'éditeur suisse Ides et Calendes (Neuchâtel) publie ses mémoires intitulés Points de fuite (1994-1995), éditeur chez lequel, sa fille, Catherine Ballestero, a publié en 1997, un essai bibliographique sur son père. L'Institut mémoires de l'édition contemporaine conserve une partie de ses archives liées à ses travaux éditoriaux,.

## Élèves et influences
Parmi ses élèves, on compte le graveur Patrice Jeener et Pietro Sarto, et il eut une grande influence sur Escher et Dick Termes (en).

## Œuvre

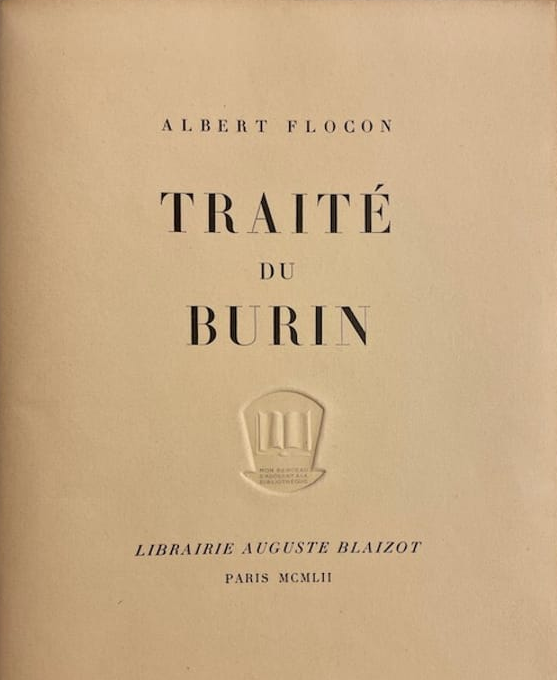
Couverture du Traité du burin, édition originale de 1952.

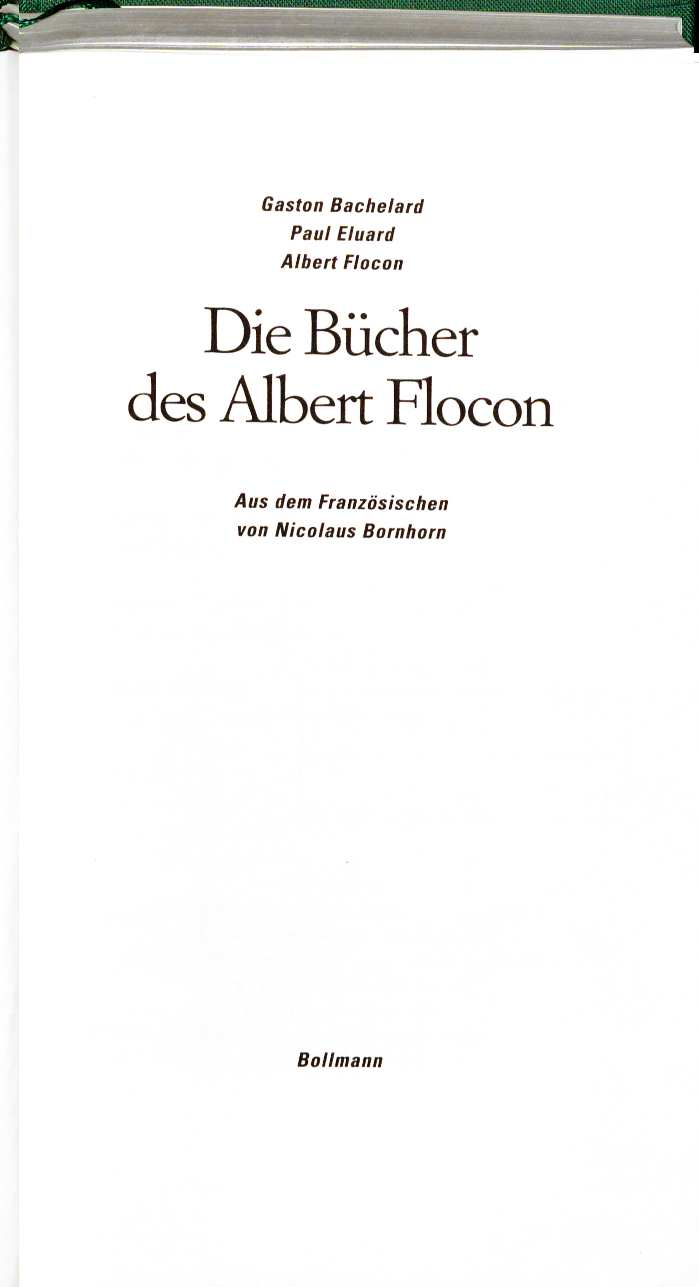
Couverture de Die Bücher des Albert Flocon (Düsseldorf, édition Bollmann, 1991).

- Formes nues[20], album illustré de photographies, éditée par A. Mentzel et Albert Roux, Paris, Forme - Édition d'art graphique et photographique, 1935.
- Cinq titres de la collection des « Albums du père Castor », compositions d'A. Mentzel, textes avec Paul Faucher, Paris, Flammarion, 1937-1938.
- Perspectives, poèmes de Paul Éluard sur des gravures d'Albert Flocon, 12 burins tirés sur les presses de Georges Visat, Paris, Maeght Éditeur, 1949.
- À la gloire de la main, textes de Gaston Bachelard, Paul Éluard, Jean Lescure, Henri Mondor, Francis Ponge, René de Solier, Tristan Tzara, Paul Valéry, avec 16 eaux-fortes originales signées par Christine Boumeester, Roger Chastel, Pierre Courtin, Sylvain Durand, Jean Fautrier, Marcel Fiorini, A. Flocon, Henri Goetz, Léon Prébandier, Germaine Richier, Jean Signovert, Raoul Ubac, Roger Vieillard, Jacques Villon, Gérard Vulliamy, A.-E. Yersin, Paris, Aux dépens d'un amateur, 1949.
- Traité du burin, préfacé par Gaston Bachelard, Paris, Librairie Auguste Blaizot, 1952.
- Jean Rostand, Notes d'un biologistes, 18 burins et le menu  du dîner du 23 mars en l'Hôtel Lutétia, Paris, Les Pharmaciens bibliophiles, 1954.
- Louis de Broglie, Que sommes-nous, où allons-nous ?, gravures sur bois, Paris, Éditions Estienne, 1956.
- Châteaux en Espagne. La Philosophie d'un graveur, texte de Gaston Bachelard, et burins d'A. Flocon, Paris, Cercle Grolier / Les Amis du livre moderne, 1957.
- Les fragments d'Héraclite d'Ephèse, présentés et traduits par Kostas Axelos ; maquette et gravures sur bois d'A. Flocon / Paris, Estienne, 1958.
- L'Univers des livres : étude historique des origines à la fin du XVIIIe siècle, Paris, Hermann, 1961.
- Lucien Scheler, Topo-graphies, essai sur l'espace du graveur, burins, Paris, Aux dépens d'un amateur, 1961.
- La Perspective, avec René Taton, coll. « Que sais-je ? », Paris, Presses universitaires de France, 1963  (ISBN 2-13-054852-0).
- Jamnitzer, orfèvre de la rigueur sensible. Étude sur la perspectiva corporum regularium, Paris, Alain Brieux, 1964.
- La perspective en question. Leçon inaugurale publique prononcée le 19 novembre 1964 par Albert Flocon précédée d'une allocution de Roger Limouse, Paris, École nationale supérieure des beaux-arts, 1965.
- La Perspective curviligne en collaboration avec André Barre, préface de Georges Bouligand, Paris, Flammarion, 1967.
- L'Image en question avec André Barre, Paris, Estienne, 1968.
- Charles Meryon. Eaux fortes sur Paris, suivi de Bref historique de la gravure en creux, préface de Jean Bouret, Paris, Club français du livre, 1969.
- [traduction] Felix Brunner, Manuel de la gravure : un ouvrage technique à l'usage des collectionneurs et marchands de gravures, bibliothécaires, libraries, éditeurs, artistes, graphiques publicitaires, spécialistes de l'imprimerie, Teufen, Arthur Niggli, 1972.
- Lucien Scheler, Rémanences, frontispice gravé, Paris, Les Éditeurs français réunis, 1973.
- Entrelacs, ou les Divagations d'un buriniste, 31 gravures, Paris, Lucien Scheler, 1975.
- Victor Hugo, L'Alphabet, poème en prose, préface de Bernard Letu, illustrations, Genève, Bernard Letu, 1978.
- En corps. XII divertissements aux 2 crayons, Saint-Prex, À l'Atelier de St-Prex, 1980.
- Suites expérimentales, texte de Peter Hahn, Berlin, Medusa / Bauhaus-Archiv, 1983.
- Scénographies au Bauhaus, Paris, Séguier, 1987.
- 12 Caprices, Paris, Lucien Scheler et Bernard Claveuil, 1984.
- Points de fuite. 1909-1933, tome I, Neuchâtel, Ides et Calendes, 1994.
- Points de fuite. 1933-1994, tome II, Neuchâtel, Ides et calendes, 1995.

## Expositions
- L'Œil du graveur, Paris, La Conciergerie, du 21 au 23 juin 1985.
- Albert Flocon, une poétique de la vision : du Bauhaus à la perspective curviligne, Galerie de l'esplanade, école des Beaux-arts de Metz, du 13 mai au 31 juillet 1992, présentée en même temps que l'exposition de la galerie Im Zwinger (Saint-Wendel)[21].
- Cinq graphistes contemporains : Anne-Marie Leclaire, Albert Flocon, Hassan Massoudy, Claude Raimbourg, Enrique Peycere, Le Colombier - Maison pour tous, Ville d'Avray, janvier-février 1992[22].
- Albert Flocon : perspectives, du 23 septembre au 6 novembre 1994, Paris, école nationale supérieure des beaux-arts — préface au catalogue par Yves Michaud.